# Hripa
Hripa je hrid zapadno od otoka Premude. Pruža se u smjeru SZ-JI, kao i Premuda, a od obale je udaljena oko 300 metara.
Površina hridi iznosi 0,012 km². Dužina obalne crte iznosi 0,65 km.